# Norme (mathématiques)
Pour les articles homonymes, voir Norme (homonymie).
En géométrie, la norme est une extension de la valeur absolue des nombres aux vecteurs. Elle permet de mesurer la longueur commune à toutes les représentations d'un vecteur dans un espace affine, mais définit aussi une distance entre deux vecteurs invariante par translation et compatible avec la multiplication externe.
La norme usuelle dans le plan ou l'espace est dite euclidienne car elle est associée à un produit scalaire, à la base de la géométrie euclidienne.
D'autres normes sont très utilisées sur les espaces vectoriels (de dimension finie ou infinie), appelés alors espaces vectoriels normés. Elles sont notamment très importantes en analyse fonctionnelle pour obtenir des majorations, exprimer la différentiation sur les espaces de fonctions d'une ou plusieurs variables réelles ou complexes, calculer estimations et approximations.
Il existe une deuxième notion de norme, utilisée en arithmétique : elle est traitée dans l'article « Norme (théorie des corps) ».

## Géométrie euclidienne usuelle

### Définition
Si A et B sont deux points du plan ou de l'espace usuel, la norme du vecteur {\displaystyle {\overrightarrow {AB}}} est la distance AB, c’est-à-dire la longueur du segment [AB]. Elle se note à l'aide d'une double barre : {\displaystyle {\big \|}{\overrightarrow {AB}}{\big \|}}, symbole proposé par Stefan Banach dans sa thèse Sur les opérations dans les ensembles abstraits et leur application aux équations intégrales, présentée en juin 1920.
La norme, la direction et le sens sont les trois données qui caractérisent un vecteur et qui ne dépendent donc pas du choix du représentant.
Dans Unicode, la double barre « ‖ » est le caractère U+2016, qui est distinct du symbole de parallélisme « ∥ » U+2225.

### Calcul
- La norme usuelle (euclidienne) d'un vecteur peut se calculer à l'aide de ses coordonnées dans un repère orthonormé à l'aide du théorème de Pythagore.
  - Dans le plan, si le vecteur {\displaystyle {\vec {u}}} a pour coordonnées {\displaystyle (x,y)}, sa norme s'écrit{\displaystyle \|{\vec {u}}\|={\sqrt {x^{2}+y^{2}}}.}
 Si les points {\displaystyle A} et {\displaystyle B} ont pour coordonnées respectives {\displaystyle (x_{A},y_{A})} et {\displaystyle (x_{B},y_{B})} alors : {\displaystyle \|{\overrightarrow {AB}}\|={\sqrt {(x_{B}-x_{A})^{2}+(y_{B}-y_{A})^{2}}}.}
  - Dans l'espace, si le vecteur {\displaystyle {\vec {u}}} a pour coordonnées {\displaystyle (x,y,z)}, sa norme s'écrit : {\displaystyle \|{\vec {u}}\|={\sqrt {x^{2}+y^{2}+z^{2}}}.}
 Si les points {\displaystyle A} et {\displaystyle B} ont pour coordonnées respectives {\displaystyle (x_{A},y_{A},z_{A})} et {\displaystyle (x_{B},y_{B},z_{B})} alors : 

{\displaystyle \|{\overrightarrow {AB}}\|={\sqrt {(x_{B}-x_{A})^{2}+(y_{B}-y_{A})^{2}+(z_{B}-z_{A})^{2}}}.}
- La norme (euclidienne) d'un vecteur peut s'obtenir à partir du produit scalaire du vecteur avec lui-même :{\displaystyle \|{\vec {u}}\|={\sqrt {{\vec {u}}\cdot {\vec {u}}}}.}

### Propriétés
- La norme ne s'annule que pour le vecteur nul {\displaystyle {\vec {0}}}.
- La norme du produit par un nombre est le produit de la norme par la valeur absolue de ce nombre :{\displaystyle \|k{\vec {u}}\|=|k|\times \|{\vec {u}}\|.}En particulier, tout vecteur a la même norme que son opposé :{\displaystyle \|-{\vec {u}}\|=\|{\vec {u}}\|.}

## Sur un espace vectoriel quelconque

### Définition formelle
Soient K un corps commutatif muni d'une valeur absolue et E un K-espace vectoriel.
Une norme sur E est une application {\displaystyle {\mathcal {N}}} sur E à valeurs réelles et satisfaisant les hypothèses suivantes :
- séparation : {\displaystyle \forall x\in E\quad {\mathcal {N}}(x)=0\Rightarrow x=0_{E}} ;
- absolue homogénéité : {\displaystyle \forall (\lambda ,x)\in K\times E\quad {\mathcal {N}}(\lambda x)=|\lambda |\operatorname {\mathcal {N}} (x)} ;
- sous-additivité (appelée également inégalité triangulaire) : {\displaystyle \forall (x,y)\in E^{2}\quad {\mathcal {N}}(x+y)\leq {\mathcal {N}}(x)+{\mathcal {N}}(y)}.

Remarques.
- La réciproque de l'axiome de séparation est vraie.En effet, par homogénéité, {\displaystyle {\mathcal {N}}(0_{E})={\mathcal {N}}(0\cdot 0_{E})=0\operatorname {\mathcal {N}} (0_{E})=0}.
- Une norme est toujours positive.En effet, pour tout vecteur {\displaystyle x}, {\displaystyle 0={\mathcal {N}}(0_{E})={\mathcal {N}}(x-x)\leq {\mathcal {N}}(x)+{\mathcal {N}}(-x)} (par sous-additivité), c'est-à-dire (par homogénéité) {\displaystyle 0\leq 2\operatorname {\mathcal {N}} (x)}.
- Les corps des réels et des complexes ne sont pas les seuls à admettre une valeur absolue.
Dans le cas des corps valués, une norme peut même être ultramétrique si elle vérifie une certaine condition plus forte que la sous-additivité.
- Une fonction de E dans ℝ+ qui ne satisfait que les hypothèses d'homogénéité et de sous-additivité est appelée semi-norme.

Un espace vectoriel muni d'une norme est appelé espace vectoriel normé (parfois abrégé en EVN).
L'image d'un vecteur x par la norme se note usuellement ║x║ et se lit « norme de x ».

### Premières propriétés
- La norme est sous-linéaire, c'est-à-dire qu'elle vérifie la propriété suivante :{\displaystyle \forall (\lambda ,x,y)\in K\times E^{2}\ ,\ \|\lambda x+y\|\leq |\lambda |\|x\|+\|y\|,}qui se généralise par récurrence en :{\displaystyle \|\lambda _{1}x_{1}+\ldots +\lambda _{n}x_{n}\|\leq |\lambda _{1}|\|x_{1}\|+\ldots +|\lambda _{n}|\|x_{n}\|.}
- La séparation et l'homogénéité garantissent les propriétés de séparation et de symétrie de la fonction{\displaystyle d\colon (x,y)\mapsto \|y-x\|.}(Pour la symétrie, on utilise que {\displaystyle \mid -e\mid =1}, où e désigne le neutre multiplicatif de K, d'où, pour tout vecteur z, ║–z║ = ║(–e)z║ = |–e|║z║ = ║z║.)
La sous-additivité justifie alors l'inégalité triangulaire,{\displaystyle \|z-x\|\leq \|z-y\|+\|y-x\|,}nécessaire pour montrer que d est une distance sur E, qui plus est invariante par translation.
Un espace vectoriel normé est donc un espace métrique homogène et la topologie associée est compatible avec les opérations vectorielles.
- La sous-additivité permet d'obtenir la propriété suivante :{\displaystyle \forall (x,y)\in E^{2}\ ,\ {\big |}\|x\|-\|y\|{\big |}\leq \|x-y\|,}qui montre que la norme est une application 1-lipschitzienne donc continue.
- La norme est aussi, comme toute semi-norme, une fonction convexe, ce qui peut être utile pour résoudre des problèmes d'optimisation.

### Topologie
La distance d associée à la norme (cf. ci-dessus) munit E d'une structure d'espace métrique, donc d'espace topologique séparé. Un ouvert pour cette topologie est une partie O de E telle que :
Muni de cette topologie, E est un « e.v.t. » (espace vectoriel topologique), c'est-à-dire que :
Proposition — 
L'addition de E×E dans E et la multiplication externe de K×E dans E sont continues.
Puisqu'une norme sur un espace vectoriel {\displaystyle E} induit sur {\displaystyle E} une topologie {\displaystyle T} d'e.v.t. et même d'espace localement convexe (voir infra) séparé, on peut se demander si la topologie {\displaystyle T} d'un e.v.t. donné {\displaystyle (E,T)} peut être induite par une éventuelle norme sur {\displaystyle E}. Lorsque c'est le cas, on dit que l'e.v.t. {\displaystyle (E,T)} est normable. Les espaces localement convexes séparés ne sont pas tous normables (par exemple, un espace de Montel de dimension infinie n'est jamais normable).

### Boule
Cette construction d'une topologie donne toute son importance à la notion de boule ouverte de centre x et de rayon r, c'est-à-dire l'ensemble des points dont la distance à x est strictement inférieure à r. Toute boule ouverte est l'image de la boule unité (ouverte) par la composée d'une translation de vecteur x et d'une homothétie de rapport r.

Les boules ouvertes centrées en un point forment une base de voisinages de ce point ; elles caractérisent donc la topologie. Si E est un espace vectoriel sur ℝ (en particulier si c'est un espace vectoriel sur ℂ), toute boule ouverte est convexe. En effet, comme la convexité est conservée par translation et homothétie, il suffit de montrer cette propriété pour la boule ouverte unité. Si x et y sont deux points de cette boule et si θ est un réel compris entre 0 et 1, alors :
La propriété suivante est donc vérifiée :
Propriété — 
Un espace vectoriel normé réel est localement convexe.
Ce qui signifie que tout point admet une base de voisinages convexes, par exemple les boules ouvertes centrées en ce point.

### Norme équivalente
Plus la topologie contient d'ouverts, plus précise devient l'analyse associée. Pour cette raison, une topologie contenant au moins tous les ouverts d'une autre est dite plus fine. La question se pose dans le cas de deux normes {\displaystyle {\mathcal {N}}_{1}} et {\displaystyle {\mathcal {N}}_{2}} sur un même espace vectoriel E, de savoir à quel critère sur les normes correspond une telle comparaison entre leurs topologies associées.
- {\displaystyle {\mathcal {N}}_{1}} est dite plus fine que {\displaystyle {\mathcal {N}}_{2}} (on dit aussi que {\displaystyle {\mathcal {N}}_{1}} domine {\displaystyle {\mathcal {N}}_{2}}) si toute suite de vecteurs de E convergeant pour {\displaystyle {\mathcal {N}}_{1}} converge pour {\displaystyle {\mathcal {N}}_{2}}, ou encore, s'il existe un réel strictement positif {\displaystyle \alpha } tel que :{\displaystyle \forall x\in E,\ {\mathcal {N}}_{2}(x)\leq \alpha {\mathcal {N}}_{1}(x).}Cette définition est légitimée par le fait que {\displaystyle {\mathcal {N}}_{1}} est plus fine que {\displaystyle {\mathcal {N}}_{2}} si et seulement si sa topologie associée {\displaystyle {\mathcal {T}}_{1}} est plus fine que {\displaystyle {\mathcal {T}}_{2}}.
- {\displaystyle {\mathcal {N}}_{1}} et {\displaystyle {\mathcal {N}}_{2}} sont dites équivalentes si chacune des deux est plus fine que l'autre, ou encore, s'il existe deux réels strictement positifs {\displaystyle \alpha } et {\displaystyle \beta } tels que :{\displaystyle \forall x\in E,~\alpha {\mathcal {N}}_{1}(x)\leq {\mathcal {N}}_{2}(x)\leq \beta {\mathcal {N}}_{1}(x).}Cela correspond au fait que les boules ouvertes des deux normes puissent s'inclure l'une dans l'autre à dilatation près, ou encore que les deux topologies associées soient les mêmes. En termes métriques, les deux structures sont même uniformément isomorphes. Sur un espace vectoriel réel de dimension finie, toutes les normes sont équivalentes (voir l'article « Topologie d'un espace vectoriel de dimension finie »).

Théorème — Soit E un espace de dimension finie. Toutes les normes sur E sont équivalentes.

### Constructions génériques
- Tout produit scalaire sur un espace vectoriel réel E définit la norme euclidienne associée par :{\displaystyle \forall x\in E,\ \|x\|={\sqrt {x\cdot x}}.}Une norme {\displaystyle {\mathcal {N}}} est euclidienne (c'est-à-dire provient d'un produit scalaire) si et seulement si l'application{\displaystyle (x,y)\mapsto {\frac {1}{2}}\left({\mathcal {N}}(x+y)^{2}-{\mathcal {N}}(x)^{2}-{\mathcal {N}}(y)^{2}\right)}est bilinéaire, et dans ce cas cette application est le produit scalaire associé (voir l'article « Identité de polarisation »).
- Si f est une application linéaire injective de E dans F alors toute norme sur F induit une norme sur E par l'équation{\displaystyle {\mathcal {\|}}x\|_{E}=\|f(x)\|_{F}.}
- Si C est un ouvert convexe borné et équilibré d'un espace vectoriel réel E, alors la jauge de C est une norme J définie par{\displaystyle \forall x\in E~J(x)=\inf \left\{\lambda >0~\left|~{\frac {1}{\lambda }}x\in C\right.\right\}}et dont C est la boule unité ouverte.
- Si E et F sont deux espaces vectoriels normés réels ou complexes, l'espace {\displaystyle {\mathcal {L}}(E,F)} des applications linéaires continues est muni de la norme d'opérateur subordonnée aux normes respectives de E et F s'écrivant :{\displaystyle \forall T\in {\mathcal {L}}(E,F),\ \|T\|=\sup _{x\in E\setminus \{0\}}{\frac {\|T(x)\|_{F}}{\|x\|_{E}}}.}

## Exemples

### En dimension finie

L'ensemble des vecteurs de p-norme 1 dans R pour différentes valeurs de p.

Dans cette section, on note {\displaystyle {\vec {x}}} un vecteur {\displaystyle (x_{1},\dots ,x_{n})} de Kn ;
- la norme euclidienne est obtenue à partir du produit scalaire ou du produit hermitien canonique :{\displaystyle \|{\vec {x}}\|_{2}={\sqrt {|x_{1}|^{2}+\ldots +|x_{n}|^{2}}}}et elle correspond à la norme habituellement utilisée pour la distance entre deux points dans le plan ou l'espace usuels (la présence du 2 en indice est expliquée juste après - dans le cas de p = 2 : norme 2) ;
- la norme 1 est donnée par la somme des modules (ou valeurs absolues) des coefficients :{\displaystyle \|{\vec {x}}\|_{1}=|x_{1}|+\ldots +|x_{n}|}et induit la distance de déplacement à angle droit sur un damier, dite distance de Manhattan[2] ;
- plus généralement, pour tout p supérieur ou égal à 1, la norme p (il s'agit des normes de Hölder) est donnée par la formule suivante :{\displaystyle \|{\vec {x}}\|_{p}=\left(|x_{1}|^{p}+\ldots +|x_{n}|^{p}\right)^{\frac {1}{p}}.}Elle identifie donc la norme euclidienne avec la norme 2, mais n'a surtout d'intérêt que dans sa généralisation aux espaces de fonctions ;
- la norme « infini »[3] est donnée par :{\displaystyle \|{\vec {x}}\|_{\infty }=\max \left(|x_{1}|,\dots ,|x_{n}|\right).}Elle induit la distance de déplacement par les faces et par les coins dans un réseau, comme celui du roi sur l'échiquier, dite distance de Tchebychev.

Toutes ces normes sont équivalentes, puisque
{\displaystyle \|{\vec {x}}\|_{\infty }\leq \|{\vec {x}}\|_{p}\leq n^{\frac {1}{p}}\|{\vec {x}}\|_{\infty }}.
L'inégalité triangulaire pour les normes p s'appelle l'inégalité de Minkowski ; elle est une conséquence de résultats de convexité parmi lesquels l'inégalité de Hölder. Cette dernière, qui généralise la majoration ci-dessus, montre en outre que pour tout vecteur {\displaystyle {\vec {x}}} de Kn, l'application décroissante p ↦ ║{\displaystyle {\vec {x}}}║p est continue sur [1, +∞]. En effet,
D'autres exemples apparaissent classiquement :
- La norme sur l'espace des quaternions est la norme euclidienne appliquée à la base {\displaystyle (1,i,j,k)}.
- L'espace des polynômes de degré inférieur ou égal à n peut être muni de normes issues d'espaces de fonctions (voir ci-dessous).

Notons qu'une mise en œuvre « naïve » de la formule {\displaystyle \|{\vec {x}}\|_{2}={\sqrt {|x_{1}|^{2}+\ldots +|x_{n}|^{2}}}} sur un ordinateur peut mener à des erreurs de dépassement ou de soupassement pour des valeurs extrêmes (très grandes ou très petites en valeur absolue) : l'étape intermédiaire d'élévation au carré peut mener à des résultats non représentables selon la norme IEEE 754, et donc à un résultat final de 0 ou « infini », alors même que le résultat final est lui-même représentable.
Pour éviter ceci, on peut factoriser {\displaystyle \|{\vec {x}}\|_{2}} par {\displaystyle \|{\vec {x}}\|_{\infty }=\max \left(|x_{1}|,\dots ,|x_{n}|\right)} : {\displaystyle \|{\vec {x}}\|_{2}=\|{\vec {x}}\|_{\infty }\times {\sqrt {\left|{\frac {x_{1}}{\|{\vec {x}}\|_{\infty }}}\right|^{2}+\ldots +\left|{\frac {x_{n}}{\|{\vec {x}}\|_{\infty }}}\right|^{2}}}}, chaque {\displaystyle \left|{\frac {x_{i}}{\|{\vec {x}}\|_{\infty }}}\right|} est compris dans l'intervalle {\displaystyle [0,1]} (et au moins l'une des valeurs vaut exactement 1), donc le contenu de la racine est compris dans l'intervalle {\displaystyle [1,n]}, ce qui empêche les dépassements et soupassements si le résultat final est représentable.
Une autre méthode est celle de Moler et Morrison.

### En dimension infinie
- Sur l'espace {\displaystyle {\mathcal {C}}^{0}([a,b])} des fonctions continues définies sur un segment {\displaystyle [a,b]} de ℝ et à valeurs réelles ou complexes, on retrouve, pour p supérieur ou égal à 1, des normes p définies de manières analogues à celles sur les espaces vectoriels de dimension finie :{\displaystyle {\|f\|}_{p}=\left(\int _{a}^{b}|f(t)|^{p}\mathrm {d} t\right)^{1/p}}qui permettent notamment de définir les espaces Lp.
En particulier, la norme euclidienne associée au produit scalaire ou hermitien canonique est définie par{\displaystyle {\|f\|}_{2}={\sqrt {\int _{a}^{b}|f(t)|^{2}~\mathrm {d} t}}.}La norme « infini »[3] ou norme sup ou encore norme de la convergence uniforme s'écrit quant à elle{\displaystyle {\|f\|}_{\infty }=\sup _{t\in [a,b]}|f(t)|}et s'obtient là aussi comme limite des normes p lorsque p tend vers l'infini.
Toutes ces normes ne sont pas équivalentes deux à deux.
Par ailleurs, elles s'étendent aisément aux espaces de fonctions continues sur un compact de ℝn, voire aux fonctions continues à support compact.
- Sur l'espace {\displaystyle {\mathcal {C}}^{1}([a,b])} des fonctions dérivables à dérivée continue, on peut utiliser l'une des normes ci-dessus ou prendre en compte aussi la dérivée à l'aide d'une norme comme suit :{\displaystyle \|f\|=\int _{a}^{b}(|f(t)|+|f'(t)|)~\mathrm {d} t}afin de considérer l'application dérivée de {\displaystyle {\mathcal {C}}^{1}([a,b])} dans {\displaystyle {\mathcal {C}}^{0}([a,b])} comme continue.
- Sur l'espace ℓ∞ des suites bornées, la norme naturelle est la norme sup :{\displaystyle {\|(u_{n})_{n\in \mathbb {N} }\|}_{\infty }=\sup _{n\in \mathbb {N} }|u_{n}|.}

## Norme d'algèbre

### Définition
Une norme {\displaystyle {\mathcal {N}}} sur une algèbre {\displaystyle A} est une norme d'algèbre si, en plus d'être une norme d'espace vectoriel, elle est sous-multiplicative (c.-à-d. si {\displaystyle {\mathcal {N}}(x\times y)\leq {\mathcal {N}}(x){\mathcal {N}}(y)}).
Dans le cas d'une algèbre réelle ou complexe, la condition est équivalente à la continuité du produit comme application bilinéaire.
Si l'algèbre est unitaire, on peut exiger de la norme qu'elle vérifie aussi :
{\displaystyle {\mathcal {N}}(1_{A})=1},
auquel cas la multiplication par une constante ne peut plus être utilisée pour « renormaliser » la norme[réf. nécessaire].

### Exemples
- L'application module est une norme d'algèbre sur ℂ considéré comme ℝ-algèbre[8].
- La norme d'opérateur sur {\displaystyle {\mathcal {L}}(E)} est une norme d'algèbre.
- La norme « infini » sur ℂn induit la norme d'opérateur sur {\displaystyle {\mathcal {M}}_{n}(\mathbb {C} )} qui s'écrit :

{\displaystyle \forall (a_{i,j})\in {\mathcal {M}}_{n}(\mathbb {C} ),\ \|(a_{ij})\|=\max _{i}\sum _{j}|a_{ij}|.}